# Cordăreni - Vorniceni
Cordăreni - Vorniceni este o arie protejată (arie specială de conservare — SAC, sit de importanță comunitară — SCI) din România, desemnată în scopul protejării biodiversității și menținerii într-o stare de conservare favorabilă a florei spontane și faunei sălbatice, precum și a habitatelor naturale de interes comunitar aflate în arealul zonei de protecție. Aceasta se întinde pe o suprafață de 103 ha, integral pe uscat.

## Localizare
Centrul sitului Cordăreni - Vorniceni este situat la coordonatele 47°58′36″N 26°36′09″E / 47.976772°N 26.602447°E. Acesta se întinde în nordul județului Botoșani, pe teritoriul administrativ-teritorial sudic al comunei Cordăreni

## Înființare
Situl Cordăreni - Vorniceni a fost declarat sit de importanță comunitară (ROCIC0317) în ianuarie 2016 pentru a proteja 2 specii de animale. Situl a fost protejat și ca arie specială de conservare (ROSAC0317) în mai 2022.

## Biodiversitate
Situată în ecoregiunea continentală, aria protejată conține 1 habitat natural: Stepe ponto-sarmatice.
La baza desemnării sitului se află mai multe specii protejate:
- amfibieni (1): buhai de baltă cu burtă roșie (Bombina bombina)
- mamifere (1): popândău (Spermophilus citellus)

Pe lângă cele două specii protejate, pe teritoriul sitului au mai fost identificate un amfibien: broască de lac mare (Rana ridibundus), 4 specii de mamifere: șoarece de câmp (Microtus arvalis), șoarece de mișună (Mus spicilegus), cârtiță (Talpa europaea) și vulpea roșie (Vulpes vulpes) ; 2 specii de nevertebrate: fluturele mare al verzei (Pieris brassicae) și Vaca-Domnului (Pyrrhocoris apterus); 2 specii de reptile: șarpele de apă (Natrix tessellata) și șopârla de câmp (Lacerta agilis).